# Rainfroi de Minervino
Rainfroi (Rag(h)enfrid; Raimfrido en italien; Raimfridus en latin) fut un aventurier normand du XIe siècle qui s'illustra en Italie méridionale comme mercenaire. 

## Biographie
Probablement originaire du duché de Normandie, arrivé en Italie au plus tard dans les années 1030, Rainfroi dut d'abord servir le comté normand d'Aversa (1er fief normand créé hors du duché de Normandie, situé près de Naples) puis peut-être la principauté lombarde de Capoue. 
Il participa peut-être à la vaine tentative byzantine de reconquête de la Sicile sur les Musulmans (1038-40), aux côtés notamment des frères Hauteville Guillaume Bras-de-Fer et Drogo, des Bretons Tristan et Hervé Frigent, d'Asclettin Quarrel (frère de Rainulf Drengot comte d'Aversa), de Pierron, etc. 
Il fut par la suite l'un des 12 barons normands qui se partagèrent l'Apulie après leurs conquêtes (encore inachevées) sur les Byzantins entre 1040 et 1042, après avoir élu pour chef, Guillaume de Hauteville dit « Bras-de-Fer » (à Melfi ou Matera, en septembre 1042). 
Lors de ce partage, il reçut la cité de Minervino (l'actuelle Minervino Murge, dans la province de Bari). 
Dans les rares chroniques parlant de cette période et de ce Normand qui devait avoir une certaine importance pour avoir eu le privilège de recevoir une part du partage de l'Apulie, il est nommé comme étant « Raimfridus » recevant en fief la cité de « Minorbinum » : 
« …Et en ceste maniere Guillerme ot Ascle; Drogo ot Venoze; Arnoline ot Eabelle; Hugo Toutebove ot Monopoli; Rodulfe ot Canne; Gautier La Cité; Pierre Trane; Rodolfe, fill de Bebena, Saint Archangele; Tristan Monte Pelouz; Arbeo Argyneze; Ascletine La Cerre; Ramfrede ot Malarbine c'est Monnerbin. Et Arduyne, secont lo sacrement, donnerent sa part, c'est la moitié de toutez choses, si come fu la covenance. Et Melfe, pour ce qu'estoit la principal cité, fu commune à touz. Et, que non vaut Statuunt itaque… ». (Amatus Casinensis). 
« …Guilelmo Asculum, Drogoni Venusiam, Arnolino Labellum, Ugoni Tutabovi Monopolim, Petro Tranum, Gualterio Civitatem, Rodulfo Cannim, Tristaine Montem Pilosum, Herveo Grigentum, Asclittino Acerentiam, Rodulfo Sanctum Arcangelum, Raimfrido Monorbinum. Arduino autem, iuxta quod sibi iuraverant, parte sua concessa, Melphim primam illorum sedem comuniter possidere decernunt… ». (Leo Marsicanus). 
Il est parfois confondu avec l'un des frères Hauteville, Onfroi (notamment en Italie où il est nommé Raimfrido d'Altavilla). Probablement à tort car Onfroi de Hauteville est mentionné dans les chroniques comme étant : Guilelmum, Drogonem et Humfridum Tancridi filios, ou Unfridus, ou fratrem suum Umfredum Abagelardum comitem, ou Umfreda, ou encore, Onfridus Normannorum comes, et non Raimfridus.

## Sources
- Aimé du Mont-Cassin, XIe siècle. Copie en vieux français du XIVe siècle : Ystoire de li Normant.
- Léo d'Ostie, 2d moitié du XIe siècle.